# Frazier Park
Frazier Park is een plaats (census-designated place) in de Amerikaanse staat Californië, en valt bestuurlijk gezien onder Kern County.

## Demografie
Bij de volkstelling in 2000 werd het aantal inwoners vastgesteld op 2348.

## Geografie
Volgens het United States Census Bureau beslaat de plaats een oppervlakte van
12,6 km², geheel bestaande uit land.

## Plaatsen in de nabije omgeving
De onderstaande figuur toont nabijgelegen plaatsen in een straal van 40 km rond Frazier Park.